# Ashraf Abdalá
Ashraf Zaglul Abdelaziz Abdalá (24 de febrero de 1974) es un deportista egipcio que compitió en voleibol adaptado. Ganó tres medallas de bronce en los Juegos Paralímpicos de Verano entre los años 2004 y 2024.

## Palmarés internacional
| Juegos Paralímpicos | Juegos Paralímpicos     | Juegos Paralímpicos | Juegos Paralímpicos      |
| Año                 | Lugar                   | Medalla             | Competición              |
| ------------------- | ----------------------- | ------------------- | ------------------------ |
| 2004                | Atenas (Grecia)         | Medalla de bronce   | Torneo masculino sentado |
| 2016                | Río de Janeiro (Brasil) | Medalla de bronce   | Torneo masculino sentado |
| 2024                | París (Francia)         | Medalla de bronce   | Torneo masculino sentado |